# Arches (Cantal)
 Arches  es una población y comuna francesa, en la región de Auvernia, departamento de Cantal, en el distrito de Mauriac y cantón de Mauriac.

## Demografía
| 237 | 248 | 209 | 198 | 174 | 173 |
| Para los censos de 1962 a 1999 la población legal corresponde a la población sin duplicidades (Fuente: INSEE [Consultar]) |     |     |     |     |     |